# Foo fighters (неопознанные летающие объекты)

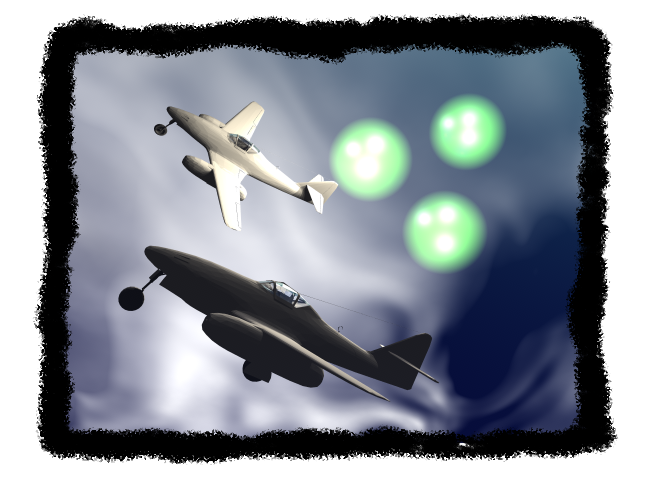
Foo fighters

Термин Foo fighters (рус. «некие истребители») использовался во время Второй мировой войны лётчиками стран антигитлеровской коалиции для обозначения неопознанных летающих объектов (НЛО) или необычных атмосферных явлений, наблюдавшихся на европейском и тихоокеанском театрах военных действий.
Изначально термином Foo fighters обозначался определённый тип объектов, впервые описанный[когда?] 415-й тактической истребительной эскадрильей, но впоследствии так стали называть все НЛО этого периода.
Информация о них появилась в официальных источниках с ноября 1944 года. Сначала союзники предполагали, что они являются секретным оружием врага, но сообщения о них не прекратились после окончания войны, к тому же поступали и из бывших стран Оси. Майкл Свордс пишет:
В течение всей Второй мировой войны лётчики союзников очень серьёзно относились ко всем этим объектам. Отчёты о них были представлены столь серьёзными учёными, как Дэвид Григгс, Луис Альварес и Ховард Робертсон, но и они не смогли объяснить этот феномен. Бо́льшая доля информации о них всегда была скрыта военной разведкой.

## История
Первые сообщения о наблюдении таких объектов появились в ноябре 1944 года. Пилоты, совершавшие ночные полёты над территорией Германии, стали сообщать о наблюдении быстро движущихся светящихся объектов, следующих за их самолётами. Их описывали по-разному: обычно как шары красного, оранжевого или белого цвета, которые делали сложные манёвры, после чего внезапно исчезали. По словам пилотов, объекты преследовали самолёты и вообще вели себя так, как будто кем-то управляются, но не проявляли враждебности; оторваться от них или сбить их не удавалось. Сообщения о них появлялись столь часто, что такие объекты получили собственное имя — foo fighters, или, реже, kraut fireballs. Военные серьёзно отнеслись к наблюдениям этих объектов, так как подозревали, что они являются секретным оружием немцев. Но впоследствии выяснилось, что немецкие и японские пилоты наблюдали аналогичные объекты.
15 января 1945 года журнал Time опубликовал материал под названием «Foo Fighter», в котором сообщалось, что истребители ВВС США более месяца преследуют «огненные шары», которые лётчики называют «foo fighters». Были приведены разнообразные описания этих объектов, общим в которых было то, что они преследовали самолёты на высокой скорости. Некоторые учёные объяснили эти наблюдения оптическими иллюзиями, эффектами от ослепления очередями зенитного огня или огнями святого Эльма.
Подобные огненные шары были замечены и на Тихоокеанском театре военных действий. Их описывали несколько иначе, чем европейские — «большие горящие шары», висящие в воздухе и лишь иногда преследовавшие самолёты. Согласно одному из сообщений, одному из самолётов B-29 удалось поразить такой объект, он распался на несколько крупных кусков, которые упали на здания ниже и подожгли их. Сообщений об агрессивных действиях со стороны этих объектов также не поступало.

### Наблюдения
В мире было зафиксировано множество случаев наблюдения «foo fighters», вот несколько примеров:
- В сентябре 1941 года приходило несколько сообщений о наблюдении подобных объектов в Индийском океане. С польского торгового судна Pułaski, перевозившего британские войска, два матроса сообщили о наблюдении странного зеленоватого светящегося шара размером примерно в половину полной луны[6]. Они оповестили британского офицера, который наблюдал за движениями этого объекта более часа.
- В середине 1942 года самолёт австралийских ВВС, патрулировавший Тасманский полуостров, приблизился к «однокрылому аппарату блестящего бронзового цвета» около 45 метров в длину и 15 в диаметре с чем-то вроде купола на вершине. Лётчик несколько минут следовал за объектом, после чего тот резко повернулся и ушёл под воду[7].

## Объяснения
Феномен фу-истребителей изучался с 1943 года. Тогда выдвигалось предположение о том, что эти объекты являются новейшим немецким оружием, а поэтому могут представлять опасность — ведь объекты, похоже, были кем-то управляемы.
Но эта идея не подтвердилась: немецкие солдаты также видели эти объекты, считая их новым оружием союзников (они называли их «feuer»).
Некоторые свидетельства удалось объяснить неверным опознанием звёзд, планет, шаровых молний, «огней Святого Эльма».
После войны «группа Робертсона» по изучению подобных явлений сделала вывод, что они, по всей видимости, не представляют угрозы, и предложила несколько возможных объяснений их наблюдений: электростатические явления, сходные с огнями святого Эльма, электромагнитные явления или отражения от кристаллов льда.
В докладе группы есть предположение: если бы термин «Летающие тарелки» пользовался популярностью в 1943—1945 годах, «foo fighters» попали бы в эту категорию.